# Cravencères
Cravencères ist eine französische Gemeinde mit 93 Einwohnern (Stand 1. Januar 2022) im Département Gers in der Region Okzitanien (vor 2016: Midi-Pyrénées). Sie gehört zum Arrondissement Condom und zum Kanton Grand-Bas-Armagnac.
Die Einwohner werden Cravencérois und Cravencéroises genannt.

## Geographie
Cravencères liegt circa 34 Kilometer südwestlich von Condom in der historischen Provinz Armagnac am westlichen Rand des Départements.
Umgeben wird Cravencères von den vier Nachbargemeinden:
| Sainte-Christie-d’Armagnac |                                             | Manciet         |
|                            | Kompassrose, die auf Nachbargemeinden zeigt |                 |
|                            | Loubédat                                    | Avéron-Bergelle |

### Gewässer
Cravencères liegt im Einzugsgebiet des Flusses Adour.
Die Douze bildet die natürliche Grenze zur nordöstlichen Nachbargemeinde Manciet. Einer ihrer Nebenflüsse, der Ruisseau de Lariouasse, entspringt auf dem Gebiet der Gemeinde.
Außerdem wird Cravencères vom Midouzan, einem Nebenfluss des Ruisseau de Saint-Aubin, bewässert.

## Geschichte
Im Jahre 1832 wurde die frühere Gemeinde L’Hôpital eingegliedert.

## Einwohnerentwicklung
Nach Beginn der Aufzeichnungen stieg die Einwohnerzahl bis zur Mitte des 19. Jahrhunderts auf einen Höchststand von rund 365. In der Folgezeit sank die Größe der Gemeinde bei zwischenzeitlichen Erholungsphasen bis heute.
| Jahr                       | 1962 | 1968 | 1975 | 1982 | 1990 | 1999 | 2006 | 2011 | 2020 |
| Einwohner                  | 170  | 154  | 151  | 124  | 112  | 118  | 100  | 103  | 89   |
| Quellen: Cassini und INSEE |      |      |      |      |      |      |      |      |      |

## Sehenswürdigkeiten

### Pfarrkirche Saint-Vincent

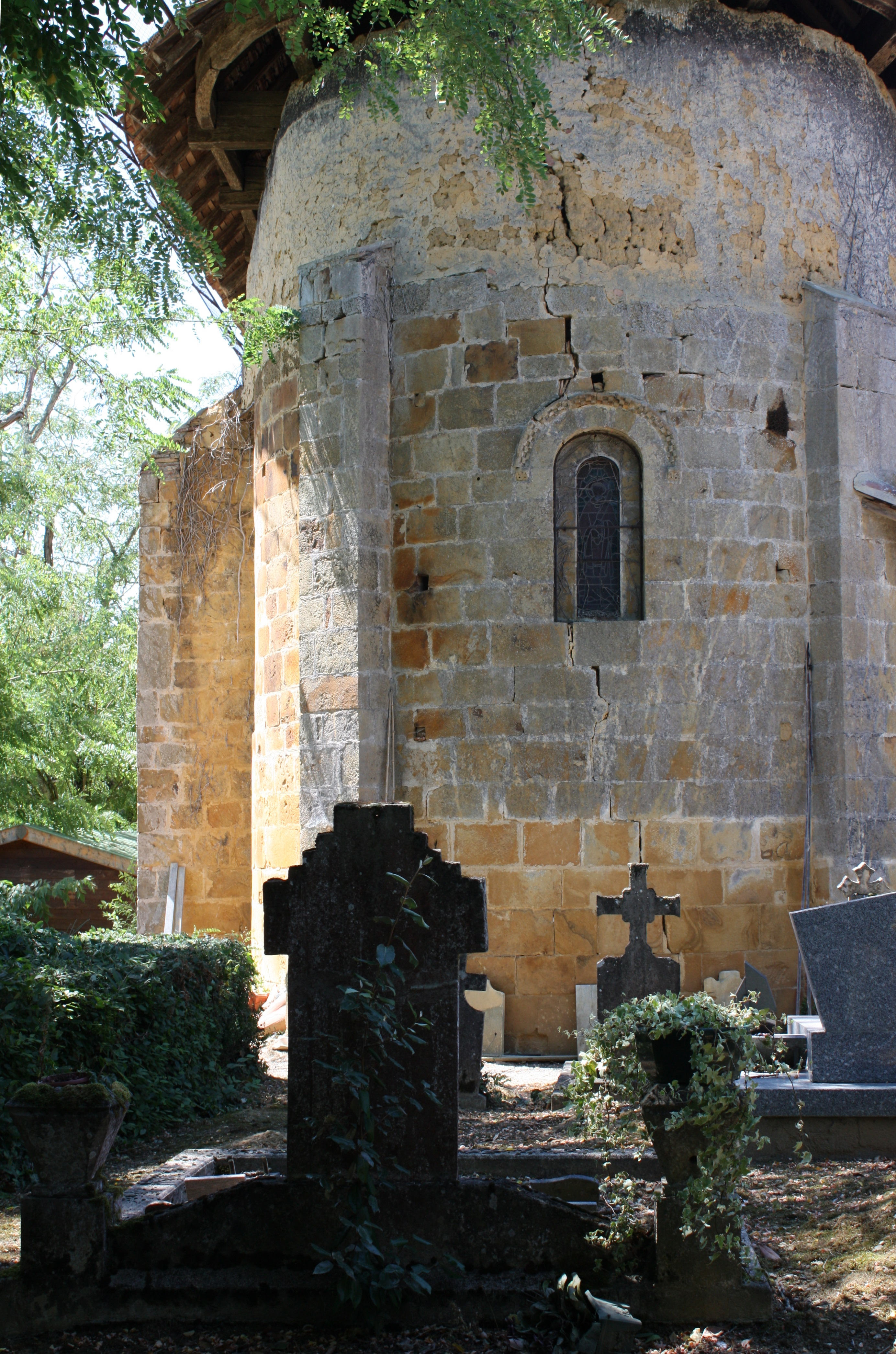
Apsis der Pfarrkirche Saint-Vincent

Ihre Ursprünge gehen bis in das Mittelalter zurück. Das einschiffige Langhaus geht in eine halbrunde Apsis über, die mit vier Stützpfeilern versehen ist. Das Kirchenschiff ist mit einem Tonnengewölbe aus industriell gefertigten Backsteinen gedeckt. Das Kesselgewölbe des Chors hat vermutlich sein romanisches Gewölbe erhalten, das heute mit einer neugotischen Trompe-l’œil-Malerei verschönert ist. Die Kirche ist seit dem 31. Dezember 2014 als Monument historique eingeschrieben.
Viele Ausstattungsstücke der Kirche sind als Monument historique klassifiziert:
- ein Gemälde aus dem 18. Jahrhundert mit der Darstellung des gekreuzigten Christus
- eine Statue aus vergoldetem Holz aus dem 18. Jahrhundert mit der Darstellung Marias mit Jesuskind
- eine Skulptur aus Stein aus dem 15. oder 16. Jahrhundert mit dem Kopf von Christus
- ein Gemälde aus dem Jahr 1709 mit der Darstellung der Pietà
- ein Gemälde aus dem späten 18. Jahrhundert mit der Darstellung des Apostels Petrus
- ein Gemälde aus dem späten 18. Jahrhundert mit der Darstellung des Apostels Paulus
- ein Gemälde aus dem Jahr 1813 mit der Darstellung des heiligen Vinzenz.[5]

### Kapelle des Hospitals Sainte-Christie
Westlich des Zentrums von Cravencères gab es an einem Pilgerweg nach Santiago de Compostela die Komturei des Hospitals Sainte-Christie, geführt vom Malteserorden. Von dieser ist heute eine Kapelle aus dem Ende des 12. Jahrhunderts übrig geblieben, die ursprünglich Johannes dem Täufer geweiht war. Das sehr einfache Gebäude besteht aus einem Langhaus mit drei Jochen Länge und einer flach abgeschlossenen Apsis. Es besitzt zwei Eingänge, an der Westfassade ein Eingangsportal mit zwei einfachen Rundbögen und an der Südseite ein kleines Portal mit einem Vordach. Die weiteren Gebäude der Komturei wurden während der Hugenottenkriege zerstört. Gegen 1538 nutzten die Protestanten die Steine, um die Befestigungen in Manciet zu verstärken.
Viele Ausstattungsstücke der Kapelle sind als Monument historique klassifiziert:
- Altarretabel und Tabernakel aus bemaltem und vergoldetem Holz aus dem 18. Jahrhundert
- ein Gemälde aus dem Jahr 1773 an der östlichen Wand des Chors mit der biblischen Szene der Verkündigung des Herrn
- ein Gemälde aus dem Jahr 1773 an der östlichen Wand des Chors mit der biblischen Szene der Aufnahme Marias in den Himmel
- ein Gemälde aus dem 18. Jahrhundert mit Darstellung der Schutzpatronin Klara von Assisi
- eine Chorschranke aus bemaltem Holz, entstanden um 1738
- ein Gemälde aus dem 17. Jahrhundert oberhalb des Hauptaltars mit Darstellung Johannes des Täufers.[5]

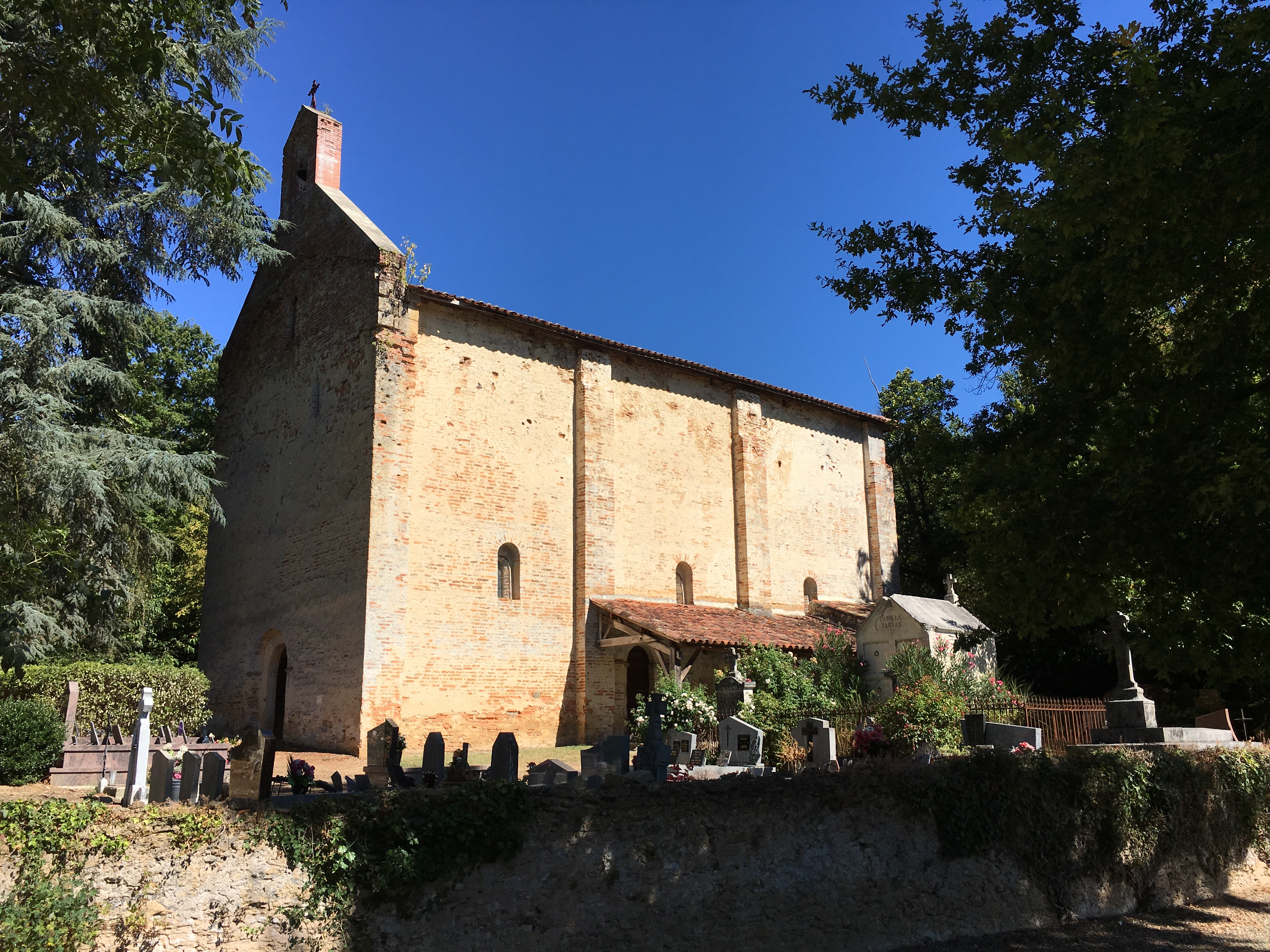
Kapelle des Hospitals Sainte-Christie - Südseite
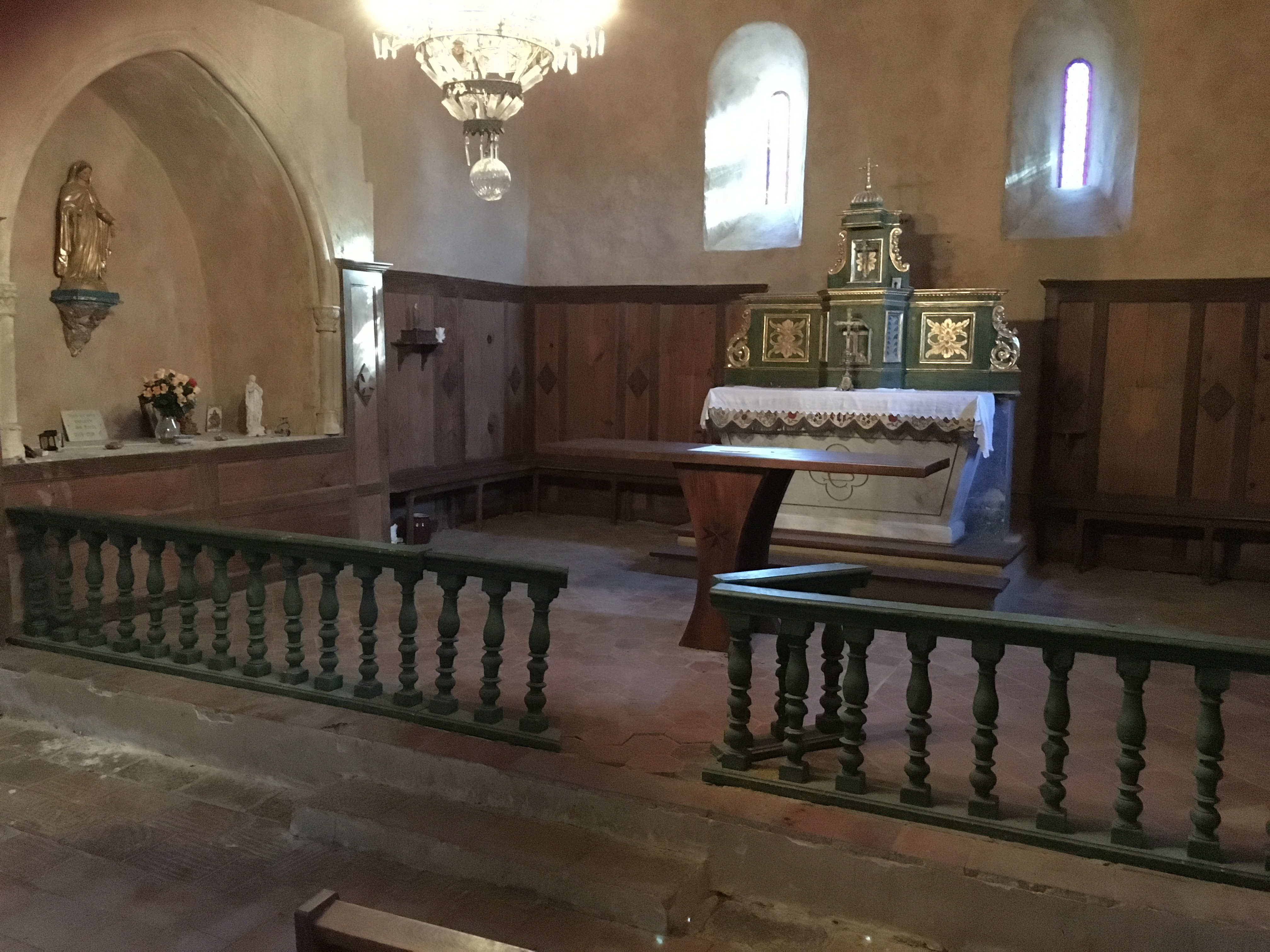
Blick auf den Chor

## Wirtschaft und Infrastruktur
Die Landwirtschaft ist einer der wichtigsten Wirtschaftsfaktoren der Gemeinde.
Cravencères liegt in den Zonen AOC
- des Armagnacs (Armagnac, Bas-Armagnac, Haut-Armagnac, Armagnac-Ténarèze und Blanche Armagnac) und
- des Likörweins Floc de Gascogne (blanc, rosé).[7]

### Sport und Freizeit
- Der Fernwanderweg GR 65 von Genf nach Roncesvalles führt durch das nördliche Gemeindegebiet. Er folgt der Via Podiensis, einem der vier historischen Jakobswege.[9]

### Verkehr
Cravencères ist über die Routes départementales 153, 231, 522 und 931, die ehemalige Route nationale 131, erreichbar.

## Persönlichkeiten
Charles Samaran, geboren am 28. Oktober 1879 in Cravencères, gestorben am 15. Oktober 1982 in Nogaro, war Archivar und Historiker.